# プトラー
プトラー（ロシア語: Путлер、ラテンアルファベット表記: Putler）またはウラドルフ・プトラー（ロシア語: Владольф Путлер、ラテンアルファベット表記: Vladolf Putler）は、「プーチン」（Путин、Putin）と「ヒトラー」（Гитлер、Hitler）という2つの名前を組み合わせて形成されたかばん語であり、ロシア連邦第2・4代大統領ウラジーミル・プーチンの強権的な政治姿勢などをドイツ国総統にして独裁者の典型とされるアドルフ・ヒトラーに喩えて非難する、イデオロギー的な意味合いをもつ蔑称である。少なくとも報道機関では2009年には、この用語がロシアの反政府的な言論で知られるコメルサントで使用されている。

## 由来
ロシア人言語学者 Boris Sharifullinは、この言葉「プトラー」はロシアで作られたものであるとしている。一方、フランスの歴史家Marlène Laruelleは、この言葉はウクライナのマスコミによって作られたものであるとしている。

## 画像の容姿
主にプーチンの画像をメインに使用し、簡単に髪の毛とちょび髭を付けた画像が主に出回っているが、そのほかにも顔はそのままにナチスの軍服を着せただけなど様々なバージョンが存在する。

## ロシア国内の抗議運動での使用
「Путлер Капут!」（「プトラー カプート！」）というスローガンの一部などとして、プーチンに対する反対者から使用される（「Капут」（カプート）とはドイツ語「kaputt」からの借用語で、「壊れた」「もう終わり」「破滅した」「やられた」などの意味合いをもつ）。このスローガンは、2009年に法的問題となったことで知名度が高まった。2009年1月31日にウラジオストクでロシア連邦共産党が主催した集会の参加者の1人が、中古車の輸入に関する新しい関税に反対して、「Путлер Капут!」と書かれたプラカードを掲げた。このプラカードについて、ウラジオストク検察庁は党の地域委員会に警告を発した  。同地域委員会は、公式ウェブサイトに以下のような文章を掲載した。
このスローガンの作者は、「プトラー」という自動車事業に従事する特定の人物を念頭に置いていました。彼は、外国車の輸入関税の増加により困窮していました。この状況のために、彼は仕事と彼の大家族の生活を支える収入を失いました。そして彼はこの地域の他の何千人もの住民と同様に、沿海地方を離れるつもりです。沿海地方では、生活や仕事がまったく不可能です。
2009年4月に、このスローガンは公的に禁止された。法科学を専門とするロシア連邦法務省のプリモルスキー研究所は、このスローガンは「国家権力の代表としてのプーチンの人格や活動についての明白な感情的評価を抱いており、攻撃的なものである」としている 。
このスローガン「Putler kaput」は、2011年12月4日の衆議院選挙と2012年の大統領選挙に関連して開催されたモスクワの野党集会での抗議行動でも使用された 。

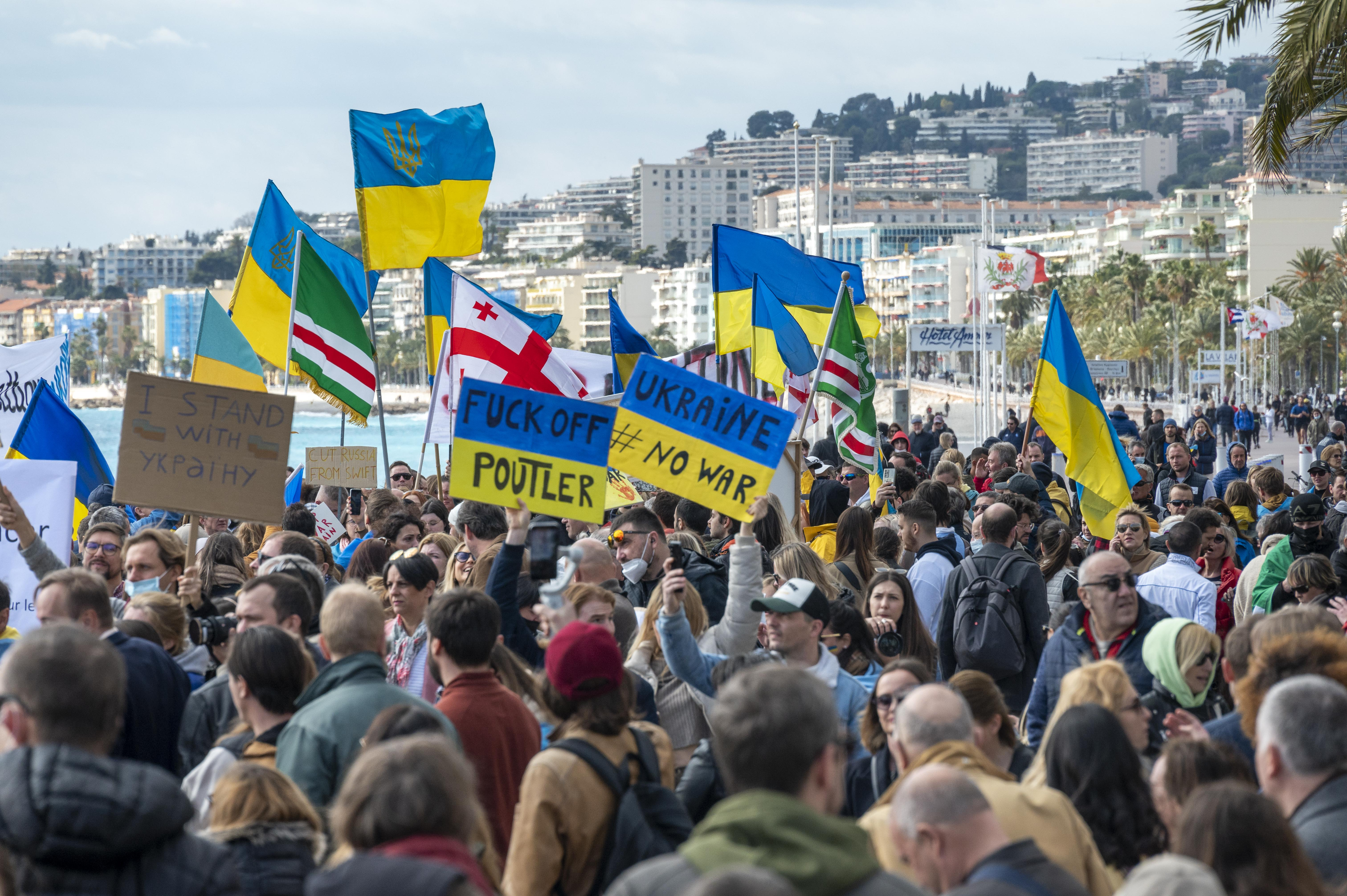
2022年、フランスでのデモ。中央のプラカードにプトラーの文字が確認できる。

## 2014年クリミア併合以後の使用拡大
この言葉は、ウクライナのクリミア自治共和国が2014年にロシアに併合された後に国際的な知名度が増加した。同年のロシア国内の「слова года」（「今年の単語」）の候補の一つとしてもノミネートしている。これは、一部の政治家・広報担当者・ジャーナリストが、クリミア併合を、1938年にナチスドイツが行ったオーストリア併合に準えて批判声明を発表したことによるものである。
ワシントン・ポストのジャーナリスト、テレンス・マッコイは2014年4月23日付けの記事で、そのような多数の声明を引用しつつ、「プーチンとヒトラーの顔を合成したような似顔絵の下に「PUTLER」（プトラー）と記され、さらにその横に「HANDS OFF UKRAiNE」（ウクライナから手を引け）というスローガンが掲載されたプラカード」の写真（ベルリンのウクライナ大使館の前でお行われた抗議活動で、活動家が手にしていたもの）を掲載した 。複数のロシアの言語学者はこの記事について、読者の間でのプーチンの否定的なイメージを意図的に形成させようとするものだと見なした   。
ダラス・モーニングニュースのジャーナリスト、ロジャー・ジョーンズによれば、「プトラー」という語の使用は、2014年にワシントンにあるロシア大使館の前で行われた抗議行動の中において「prominent」な（「人目を引く」）ものだったという。
2014年7月に、プーチン大統領とドイツのアンゲラ・メルケル首相が競技場の隣り合った客席スタンドに座って、FIFAワールドカップの決勝戦を観戦している写真が公開された後、ソーシャルネットワークではこの写真に「Danke, Frau Putler」（「ありがとう、プトラー夫人」 ）というドイツ語のコメントが多く投稿された。そのようなコメントの投稿主は、ロシアとウクライナの紛争に関してメルケル首相が取った立場に不満を持っているウクライナ人であったとされる。
「プトラー」という語への言及は、 2022年のロシアによるウクライナ侵攻に反対する国際デモでもよく見られるものとなっている。
日本でもプトラーをボードに書き、実際に使用して抗議する人が報道された。